# Vértice geodésico Boca del río
El vértice geodésico Boca del río es un punto geográfico situado junto a la desembocadura del río Andarax en el municipio de Almería. Se construyó el 17 de diciembre de 1988. Su pilar central mide 1,20 metros de altura y 0,30 de diámetro. Su último cuerpo mide 4 metros de altura y 1 metro de ancho. 

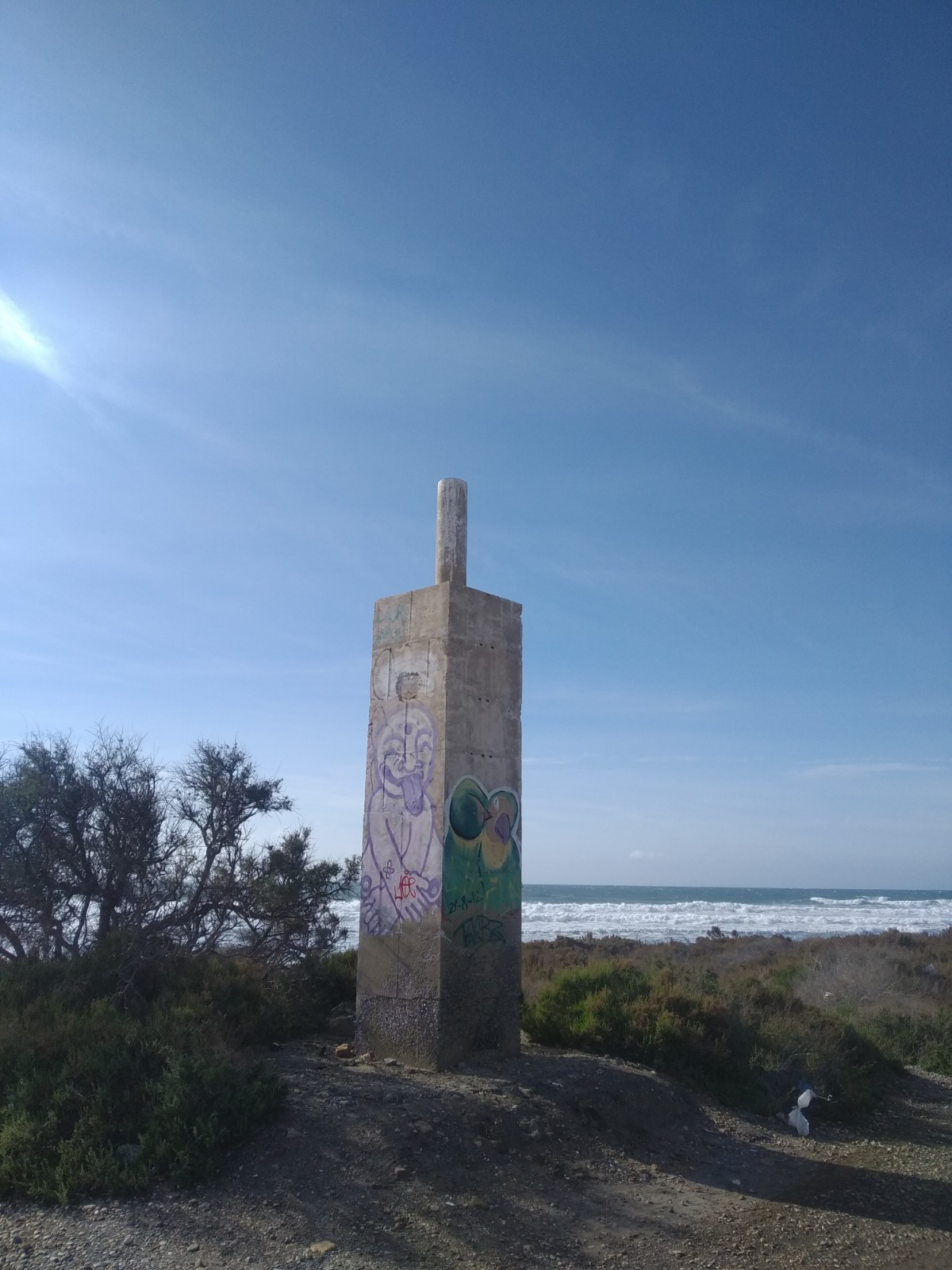
Vértice geodésico Boca del río

## Coordenadas UTM. Huso 30
- X-551275,11m
- Y-4074314,85m
- Factor escala-0,999632387
- Convergencia-0° 20' 40

## Localización

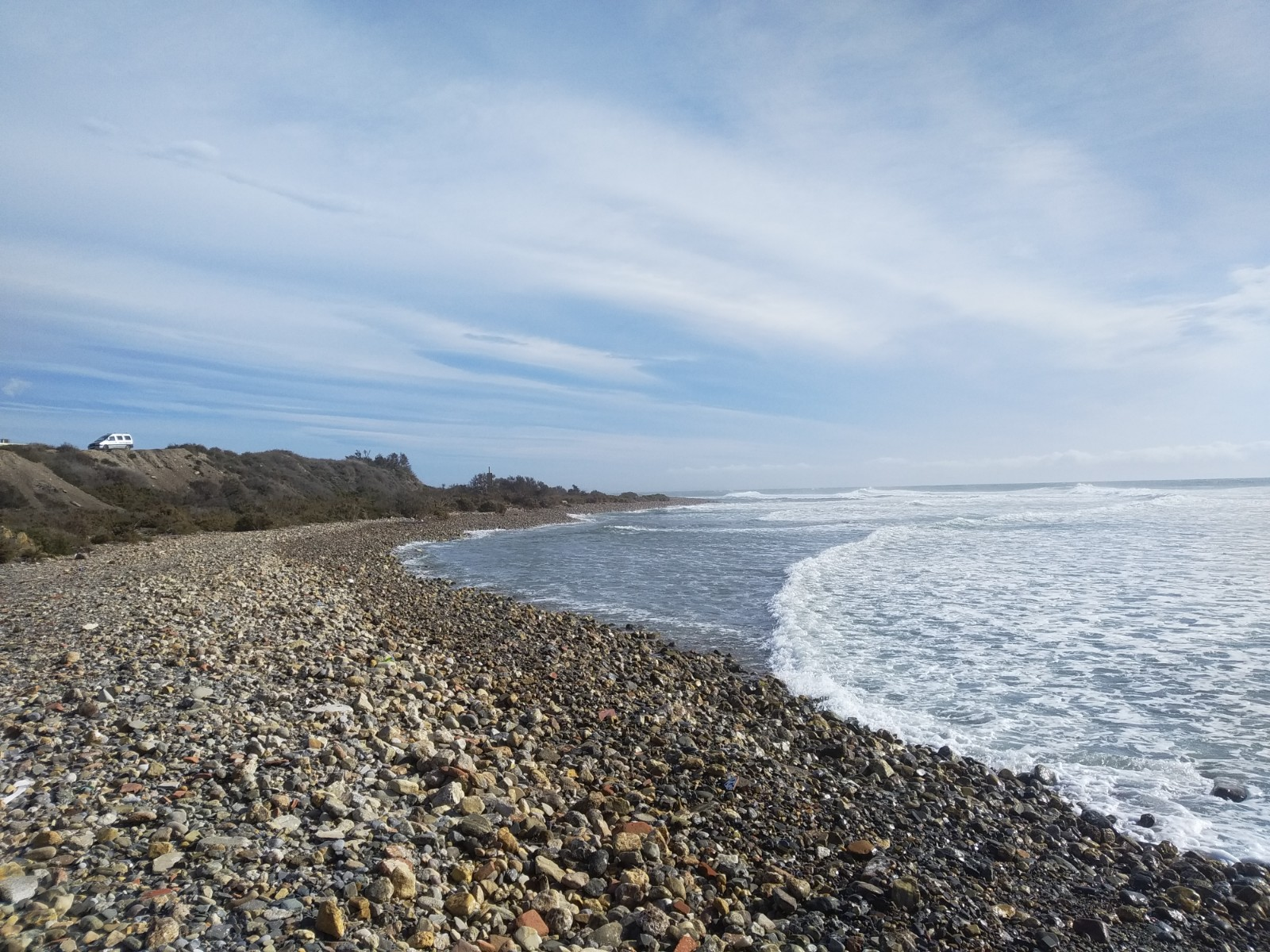
Perspectiva desde la desembocadura

Está situado al este de la desembocadura del río. El vértice se encuentra a una altitud de 7,29 m s. n. m..

## Accesos
A través de la Avenida Cabo de Gata desde el Zapillo, justo al cruzar el puente del río Andarax, o desde Costacabana por AL-3202, tras atravesar el Camino de Ribera a la altura del Edificio de la Jefatura de  Tráfico. Para subir al vértice es necesario una escalera de 3 metros.